# High And Loud
High And Loud es una discográfica de música situada en Helsinki, Finlandia y fundada por Timo Kotipelto, líder de la banda Kotipelto. Se centra principalmente en el género heavy metal, firmando con bandas como Ancara, Kotipelto y Wingdom.

## Actuales y antiguos artistas
- Ancara
- Kotipelto
- Wingdom

## Publicaciones

### Ancara
- 2007: Beyond the Dark

### Kotipelto
- 2002: «Beginning»
- 2002: Waiting for the Dawn
- 2004: Coldness
- 2004: «Reasons»
- 2004: «Take Me Away»
- 2007: Serenity
- 2007: «Sleep Well»
- 2007: «Serenity»

### Wingdom
- 2005: Reality